# Бял бастун
Белият бастун е помощно средство за придвижване и сигнализиране, използван от хора с частично увредено зрение или напълно слепи. Съществуват няколко типа бял бастун, които изпълняват не само първичната функция, но и комбинирани дейности в зависимост от нуждата на използващия го човек.

## История
Белият бастун се използва като инструмент за мобилност на хора с увреждания на очите едва след Първата световна война.
През 1921 г. Джеймс Бигс – фотограф от Бристол, Великобритания, ослепява след злополука. В района, в който живеел, имало силно пътно движение. Ето защо той боядисал в бяло бастуна, който използвал за подпомагане на придвижването си в района. Белият цвят го направил по-забележим.
През 1930 година французойката Жили Дербемон предлага бастуните, използвани от слепи хора, да бъдат оцветени в бял цвят, за да се забелязват по-добре и белият цвят да бъде знак, символ на зрителния дефект. През следващата 1931 г. кметът на Париж реализира тази идея.
През 1931 г. във Франция стартира национална програма за движение на незрящи хора. В САЩ въвеждането на белия бастун се дължи на Джордж Бонъм.
През 1943 г. в Пенсилвания работещият във военна болница психолог Ричард Хувър изобретява дългия бял бастун. Това изобретение било провокирано от тежката ситуация, в която са се намирали слепите му пациенти. Поради опасност от бомбардировки болницата била разположена в гора и в няколко сгради, отдалечени една от друга. Това много затруднявало придвижването на слепците.
На 6 октомври 1964 г. САЩ обявяват 15 октомври за Международен ден на белия бастун.

## Описание и начин на използване
Основната функция на този инструмент е осезателна. С него лицето опипва и разучава настилката и предметите пред себе си. По този начин незрящият осигурява известна безопасност при придвижването си - особено в градска среда. Белият цвят, в който е оцветен бастунът, придобива и друга основна функция. С него се подава информация към другите участници в движението, че ползвателят на бял бастун е с нарушено или напълно липсващо зрение.
За да се ползва правилно белият бастун, е необходимо лицето да премине през специален курс на рехабилитация. Специално подготвен за целта учител по ориентиране и мобилност подготвя бъдещите му ползватели за надеждно и ефективно използване.

## Устройство
Белият бастун е доста по-дълъг от обикновения бастун и може да варира от височината на ползващото го лице. Обикновено той трябва да достига до гръдната кост на невиждащия. Съществуват и сгъваеми бастуни с цел по-лесното му пренасяне. Много важно е материалът, от който е изграден белият бастун, да бъде лек. По-голямата дължина осигурява адекватна реакция на ползващия го в случай на препятствие. Също така се осигурява еднаква сигурност от лявата и дясната страна и по-бърза скорост на придвижване.